# Огюст Перре
Огю́ст Перре́, Оґюст Перре (фр. Auguste Perret; 12 лютого 1874, Іксель, Бельгія — 25 лютого 1954, Париж, Франція) — французький архітектор, піонер і лідер у будівництві із залізобетону, підприємець, педагог. Центр міста Гавр, майже повністю зруйнований під час Другої світової війни і відновлений під керівництвом Перре, в 2005 році був занесений до списку Світової спадщини ЮНЕСКО.

## Біографія
Народився в бельгійському місті Іксель, у сім'ї каменяра, який мав успішний бізнес в Парижі. Вивчав архітектуру в Школі красних мистецтв у Парижі, покинув її не отримавши диплома і став працювати в сімейній справі. 1904 року побудував житловий будинок за адресою «25bis, rue Benjamin Franklin» у Парижі, який, ймовірно, став першим житловим будинком, побудованим із залізобетону. 1905 року спільно з братами Гюставом (теж архітектор, співавтор більшості проектів Огюста) і Клодом заснував фірму, що спеціалізувалася на будівництві із залізобетону. У цій фірмі в 1909 році кілька місяців працював і вивчав основи технічного креслення Ле Корбюзьє.
1913 року за проектом Перре було споруджено будівлю театру Єлисейських полів — чудовий зразок нового в той час стилю ар-деко. Ця споруда принесла Огюсту популярність — він будує промислові та житлові будівлі, будинки-студії для художників і скульпторів, церкви. Церква Богоматері в Ле-Ренсі, 1922—1923) стала першим храмом Франції, який був повністю побудованим із залізобетону.
З 1923 року керував майстернею при Школі красних мистецтв, яка спеціалізувалася на бетоні. З 1928 року викладав у спеціальній школі архітектури. З 1943 року керував Асоціацією архітекторів і викладав у Академії витончених мистецтв. Після війни отримав замовлення на відновлення центральної частини зруйнованого міста Гавр.
Помер 1954 році, через два роки після смерті брата Гюстава. Будівництво в Гаврі за проектами Перре тривало до 1964 року.
Після смерті Огюста Перре вважали найвизначнішим архітектором Франції, порівнювали з Ле Корбюзьє, а потім надовго забули. Тільки 1985 року після публікації книги Джозефа Абрама (Joseph Abram) творчість майстра було заново відкрито для суспільства. У 1990-ті року спадщина братів Перре була ґрунтовно вивчена, на початку 2000-их вийшло декілька монографій, присвячених Перре, а в 2002—2004 роках була організована пересувна виставка «Перре, поетика бетону». Врешті 15 липня 2005 року ЮНЕСКО оцінило реконструкцію Гавра як видатний зразок архітектури та міського планування в післявоєнному будівництві та занесло Гавр до Списку об'єктів світової спадщини.

## Галерея

### Ранні роботи (1913—1939)

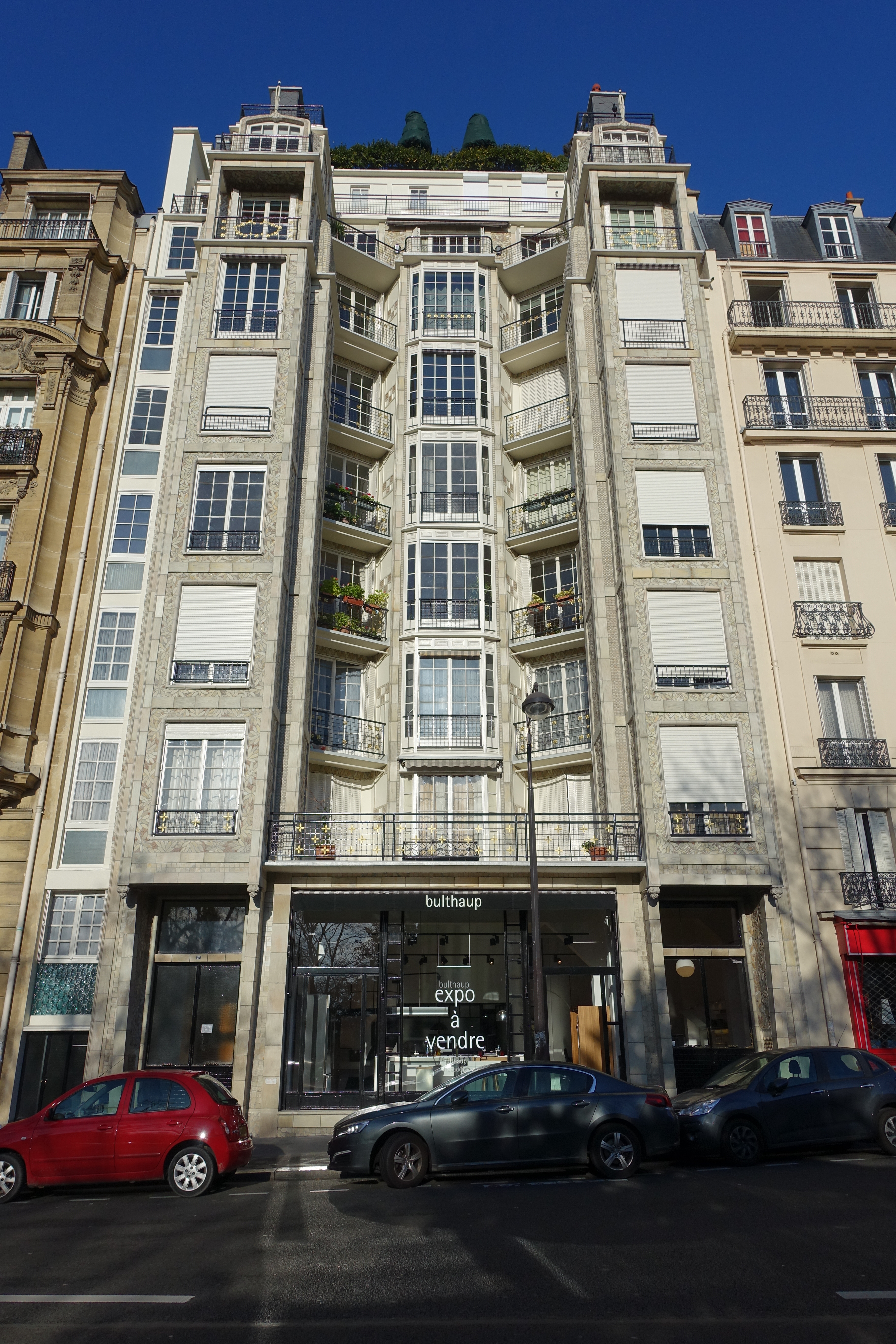
Залізобетонний житловий будинок на вулиці Бенджаміна Франкліна, 25, Париж (1903)
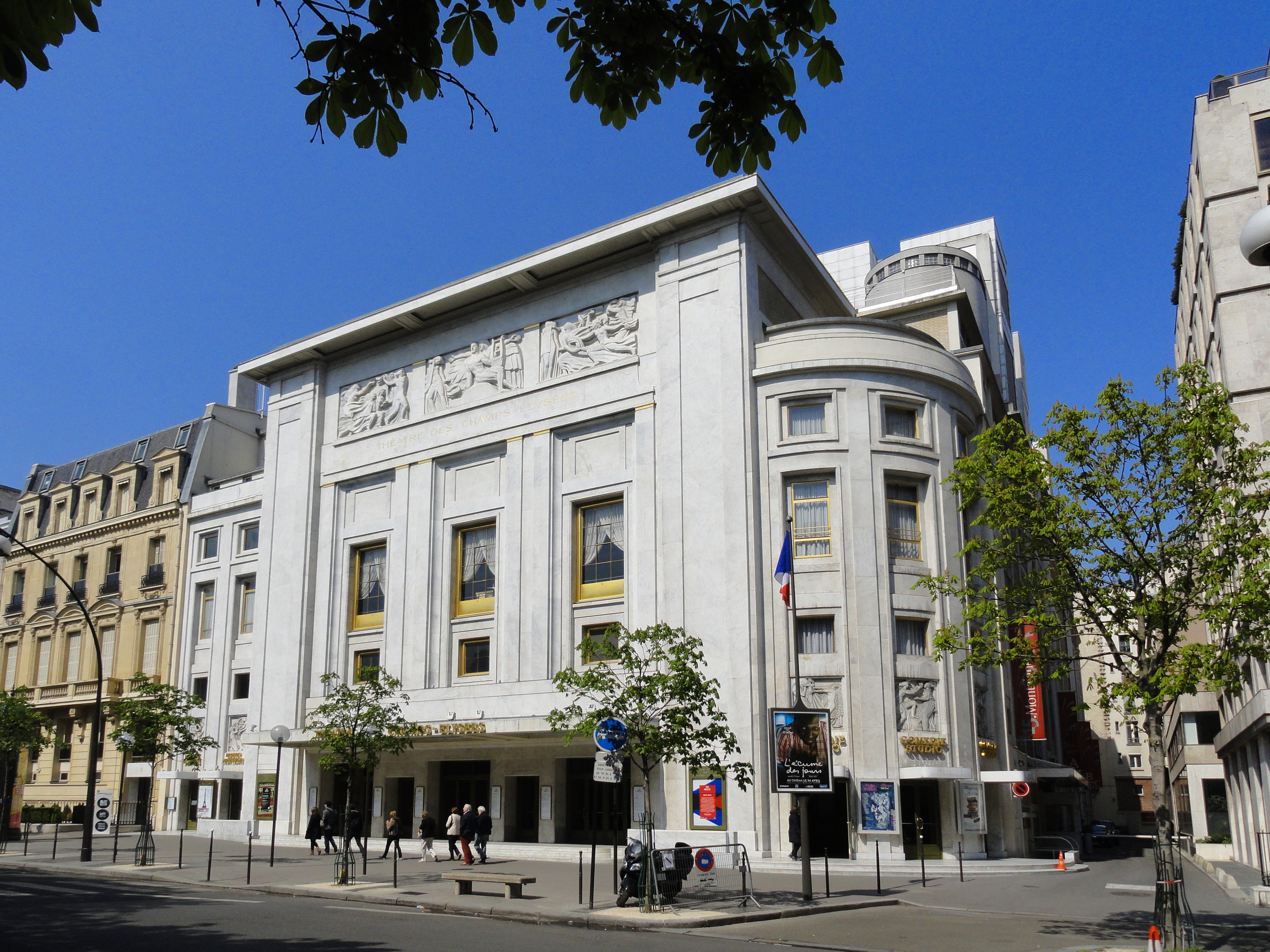
Театр Єлисейських полів, Париж (1913)
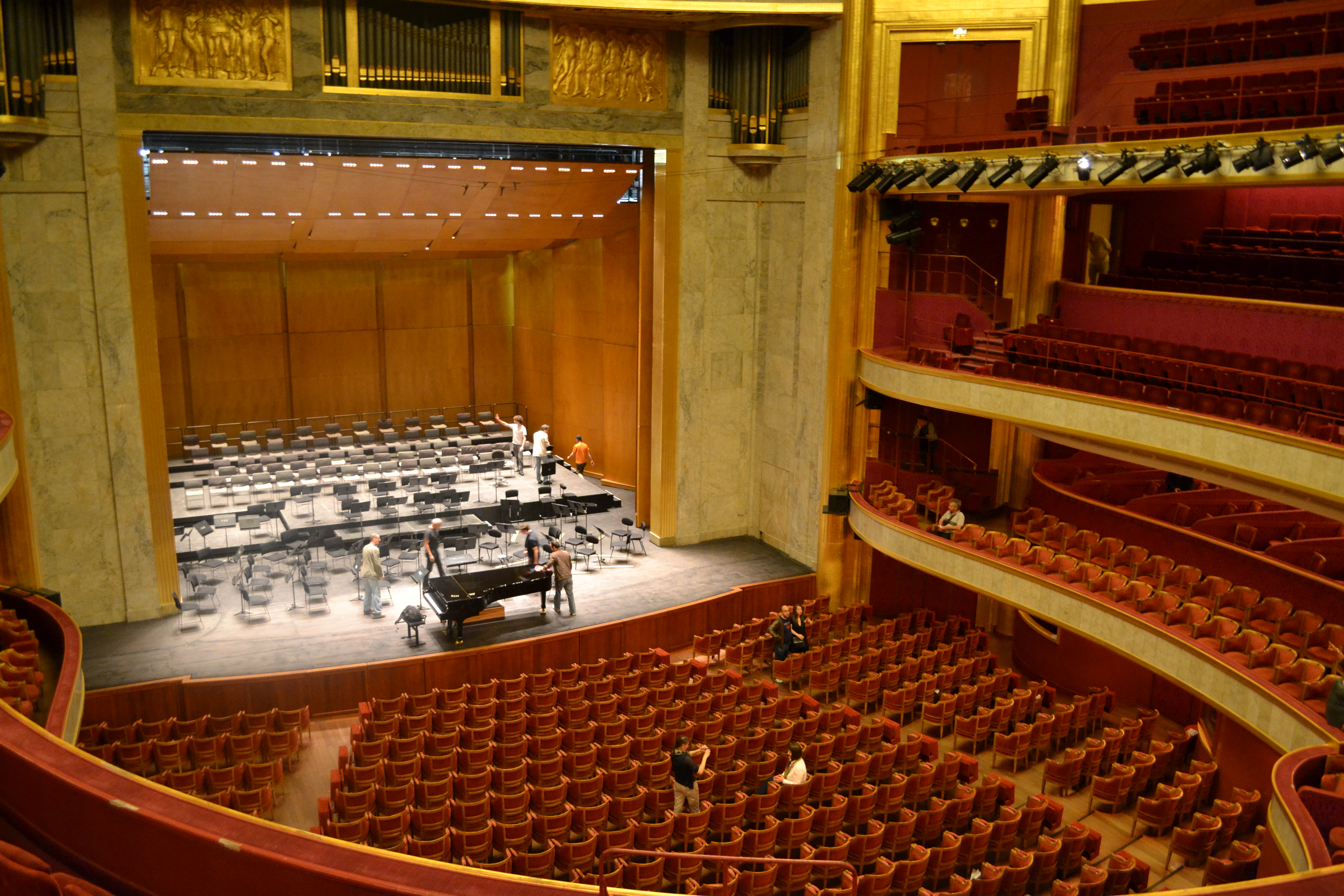
Інтер'єр Театру Єлисейських полів (1913)
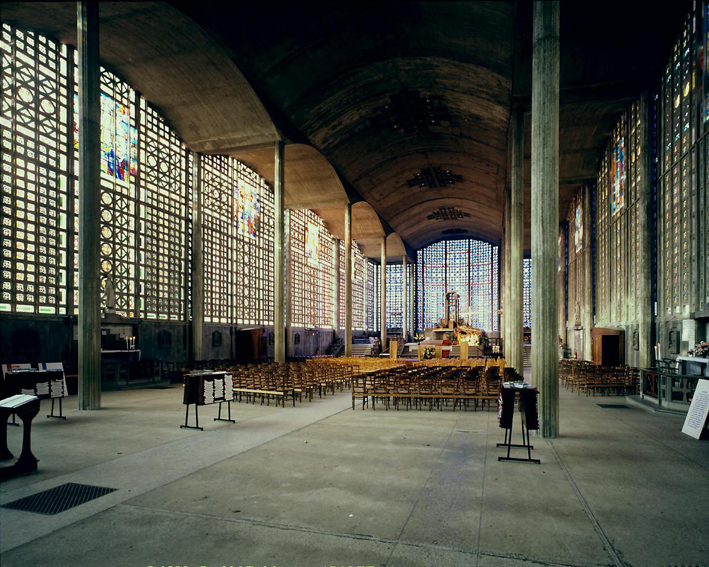
Інтер'єр Церкви Богоматері в Ле-Ренсі (1922–23)
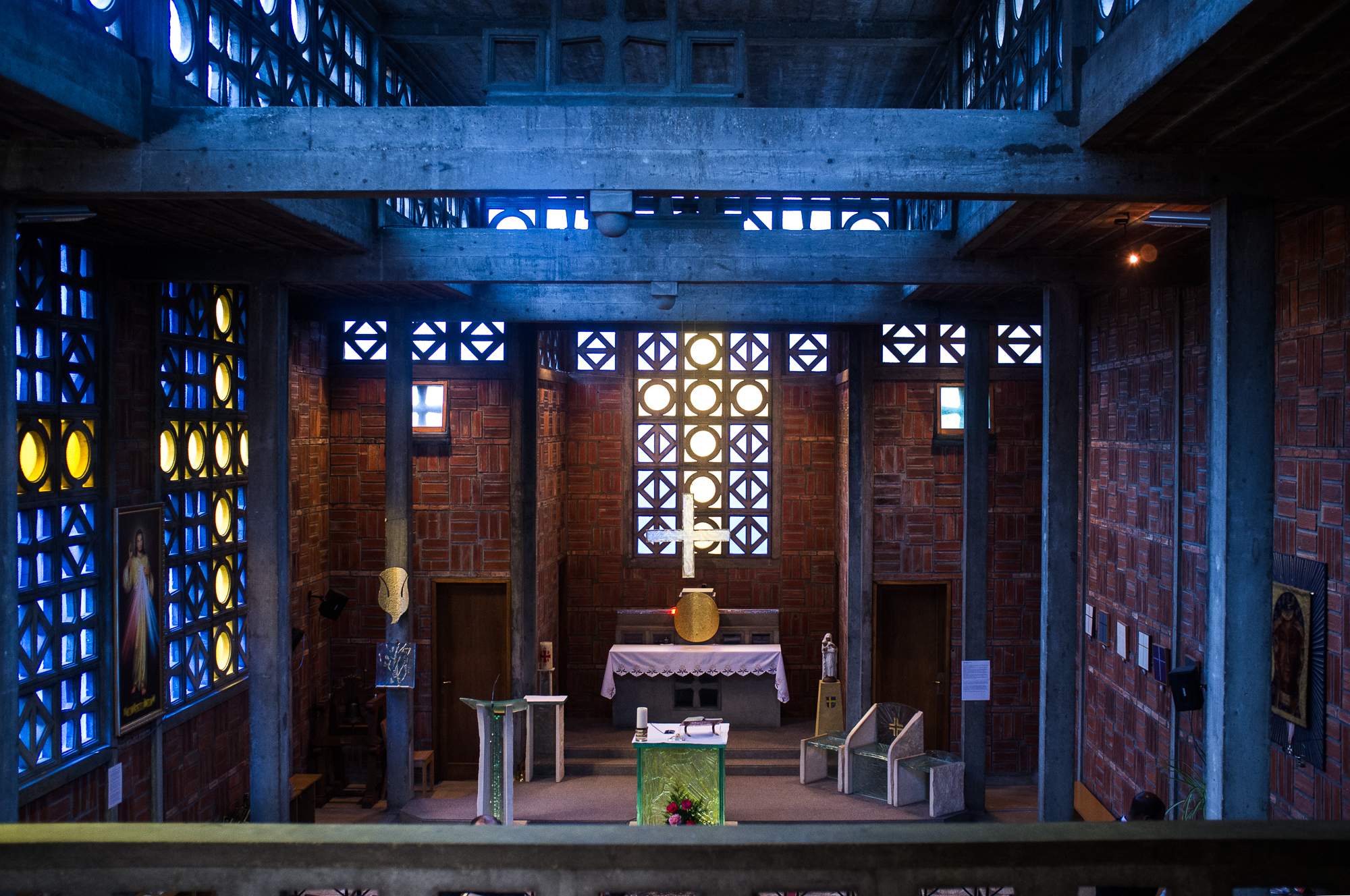
Капела Непорочного зачаття в Аркеї (1930)
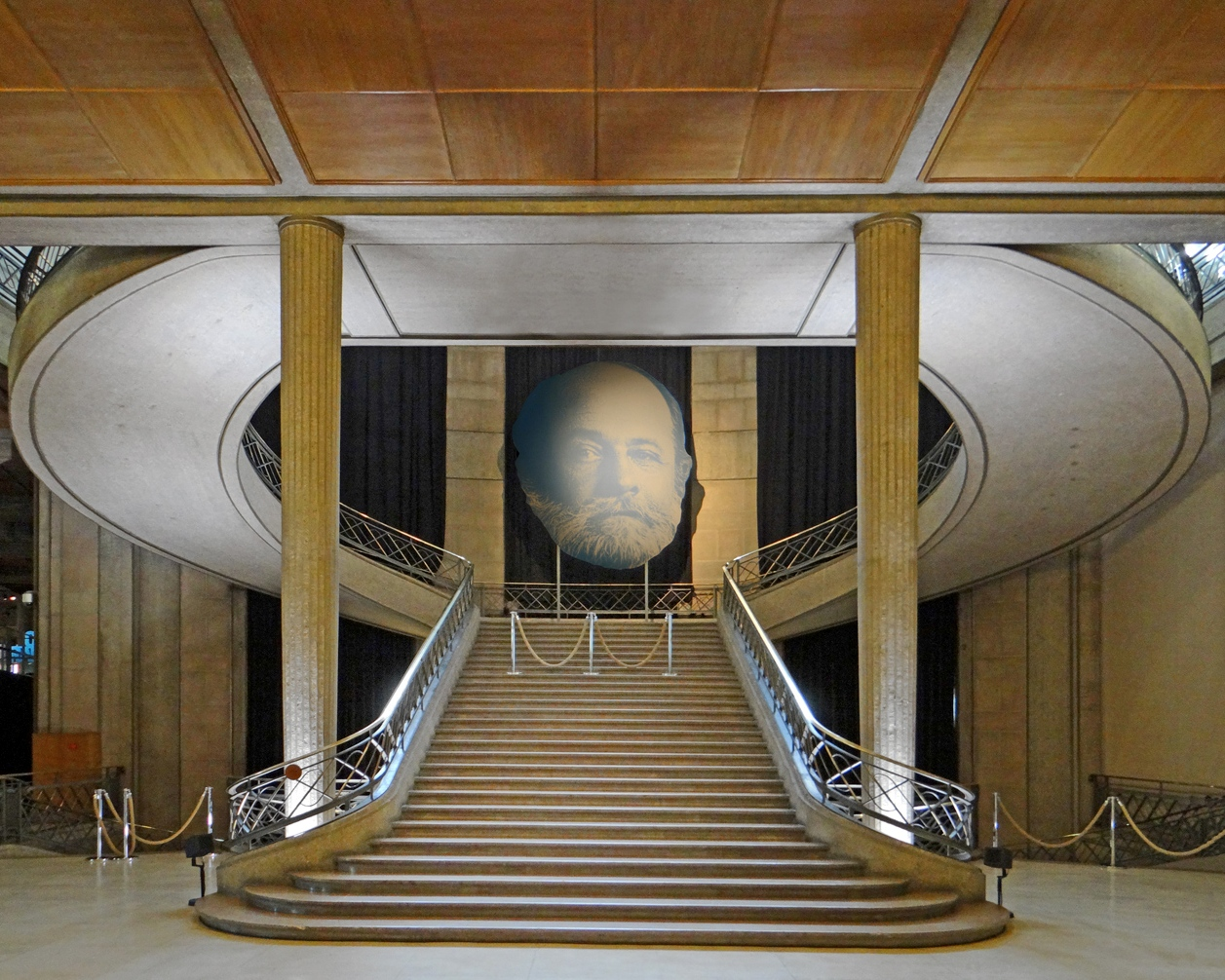
Великі сходи Економічної, соціальної та екологічної ради, Париж (1937 р.)

### Роботи пізнього періоду (1945—1954)

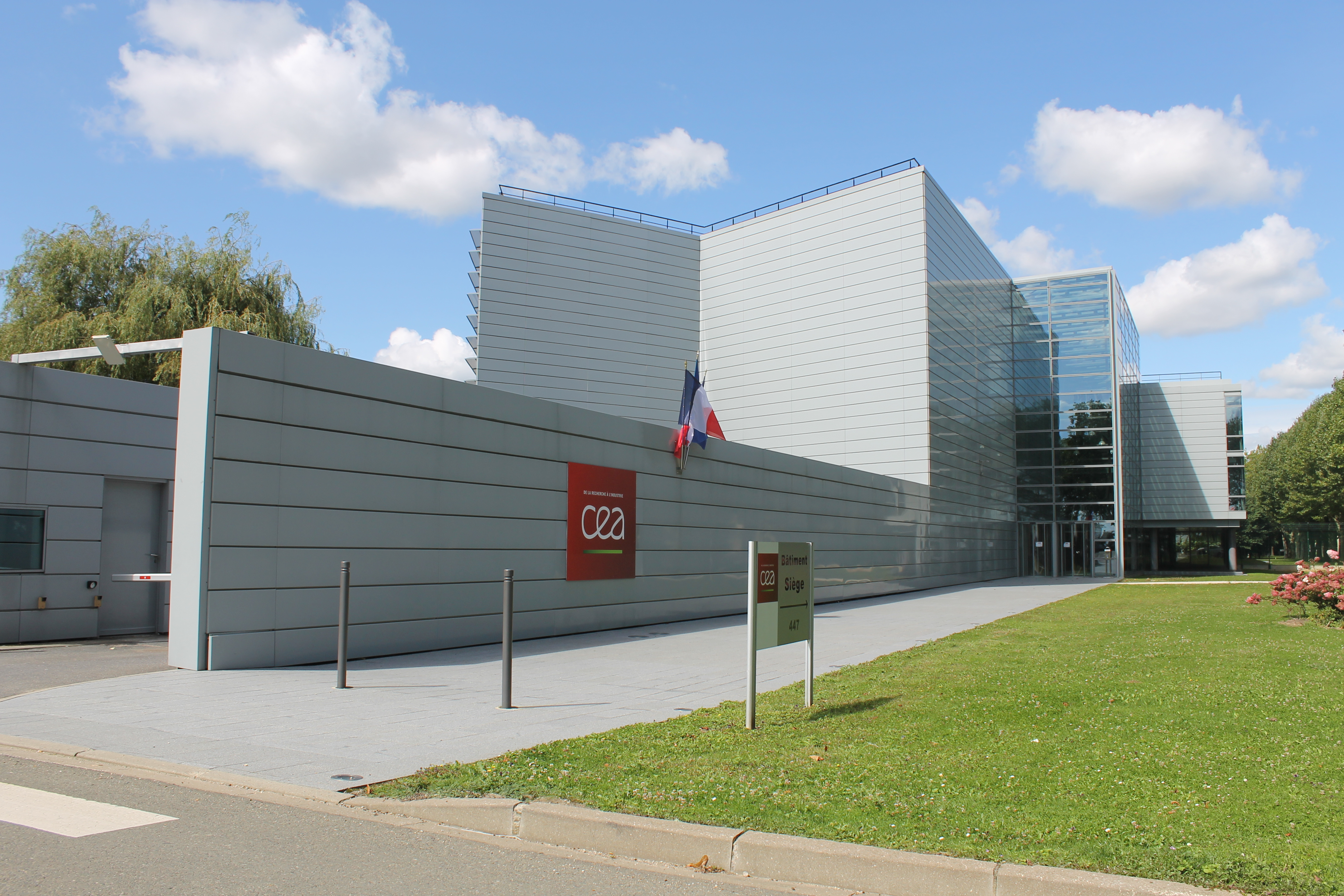
Будівля в ядерному Дослідницькому центрі Сакле (СЕА) в передмісті Парижа Ессон (1952)
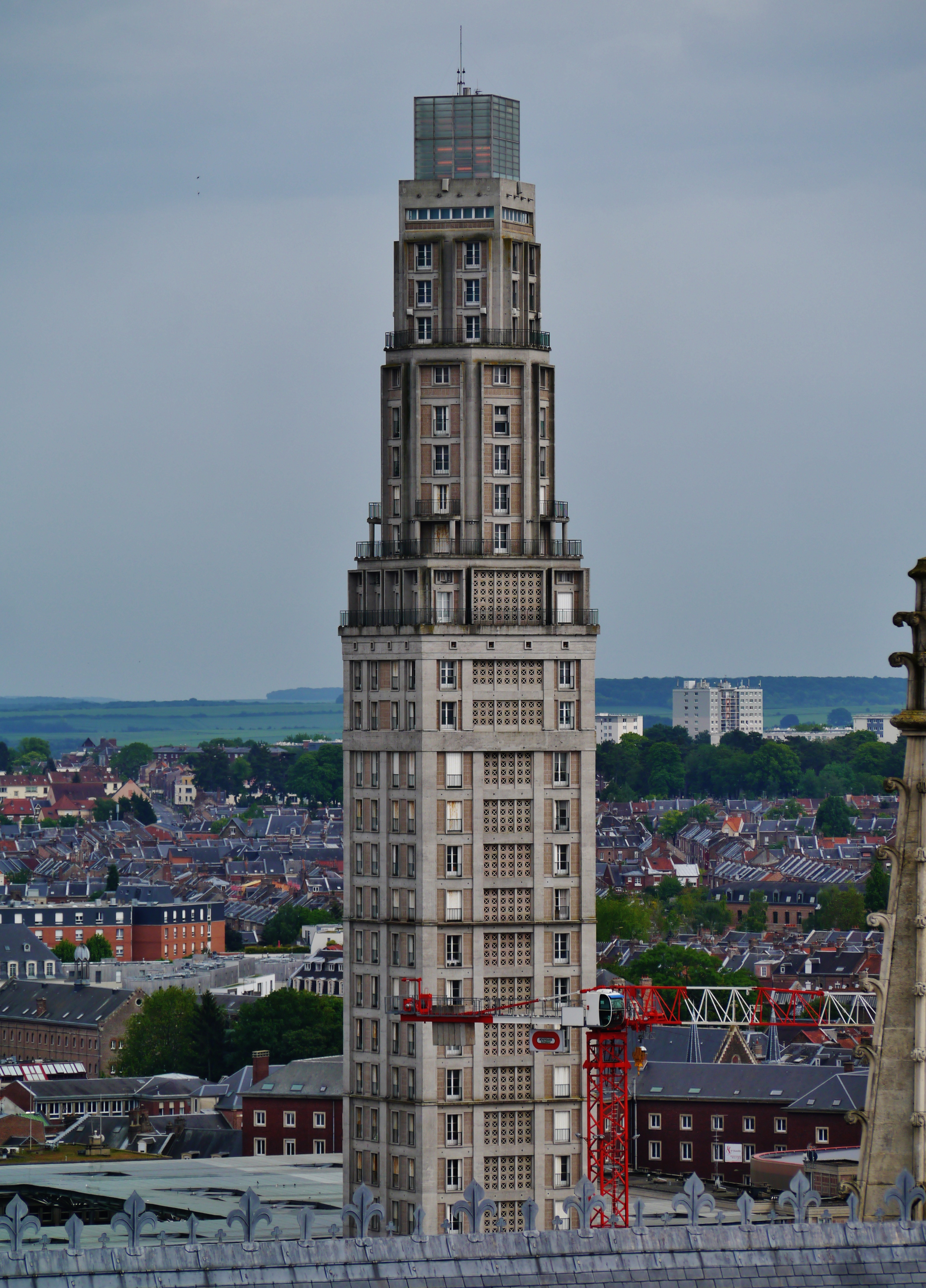
Вежа Перре, Ам'єн (1949-1952)
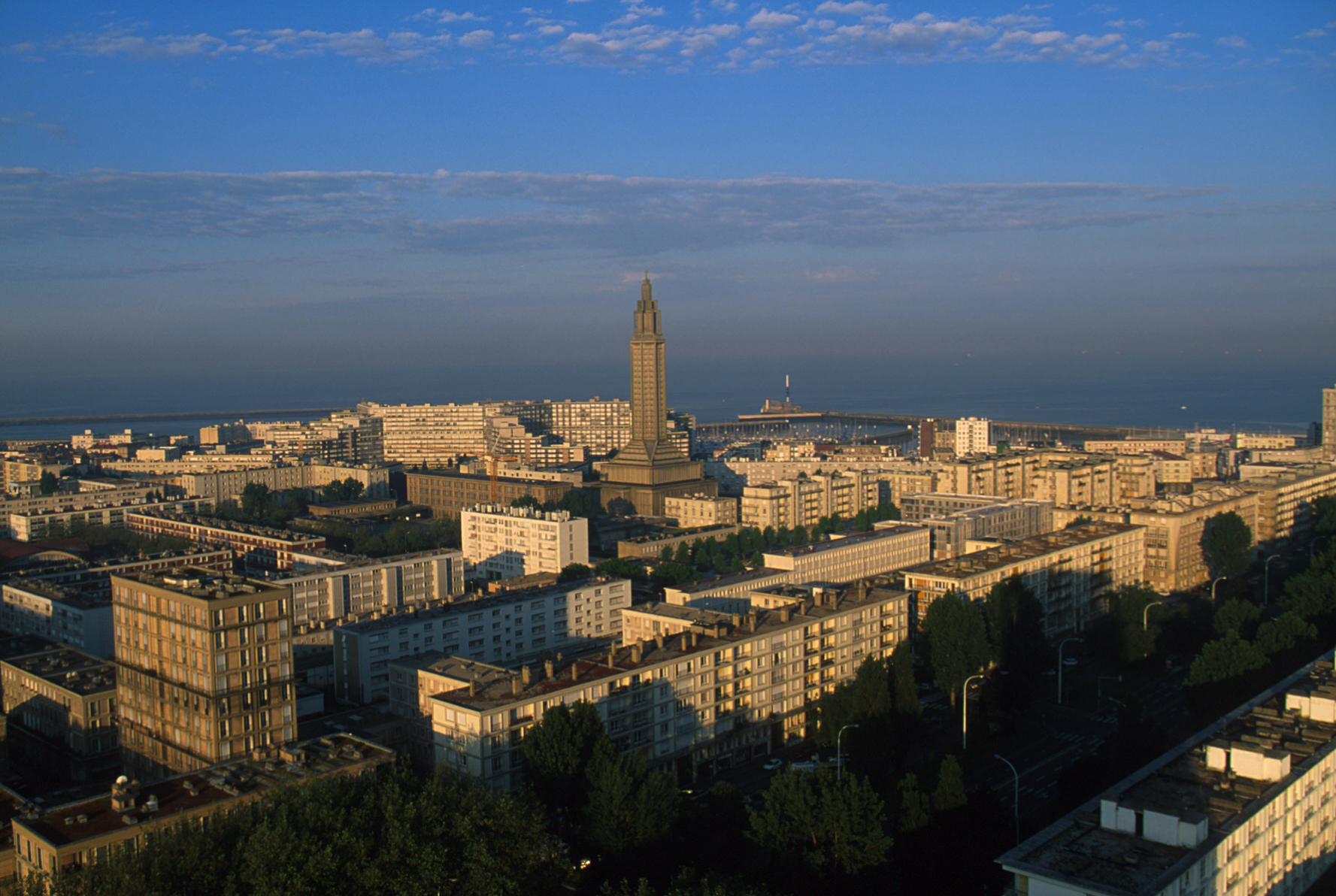
Панорама повоєнного Гавра з церквою Святого Йосипа (1945-1954).